# Mario Rigo

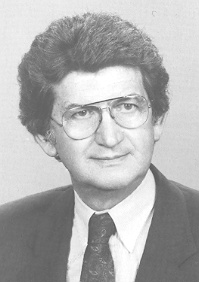
Mario Rigo (1992)

Mario Rigo (* 4. Oktober 1929 in Noale; † 22. November 2019 in Noale) war von 1975 bis 1985 sozialistischer Bürgermeister Venedigs und löste damit Giorgio Longo von der Democrazia Cristiana ab. 1988 trat er nach fast 40 Jahren aus der Sozialistischen Partei aus, wurde Mitgründer autonomistischer Gruppen und gehörte dem Europäischen Parlament in der 2. Wahlperiode (1984–1989) an.

## Leben
Rigo schloss sich 1949 der 20 Jahre zuvor in Paris gegründeten antifaschistischen Sammlung Giustizia e Libertà (Gerechtigkeit und Freiheit) an. Dort lernte er Armando Gavagnin, einen Angehörigen des Partito d’Azione kennen, einen seinerzeit bekannten Antifaschisten. Im selben Jahr trat Rigo dem Partito Socialista Unitario bei. Wie Gavagnin schloss sich Rigo dem Movimento Unitario di Iniziativa Socialista an, aus der 1959 der Partito Socialista Italiano (PSI) hervorging.
Rigo wurde als Kandidat der PSDI 1955 in Noale, gegen die Kandidaten von Democrazia Cristiana und PCI-PSI (Kommunistische und Sozialistische Partei) zum Consigliere Comunale gewählt. 1958 bis 1960 war Gavagnin Bürgermeister, 1959 wurde Rigo auf der Liste des PSI wiedergewählt. Für diese Partei wurde er 1964 zum Consigliere Provinciale gewählt, gleichzeitig entstand die erste Koalitionsregierung aus DC, PSI und PSDI in der Provinz Venedig. Für den PSI erhielten Roberto Fiorentini und Mario Rigo Sitze, Präsident wurde Alberto Bagagiolo von den Christdemokraten, von der auch der Bürgermeister gestellt wurde, Giovanni Favaretto Fisca. Bei den Wahlen in Venedig wurde Rigo 1970 Consigliere Comunale und zugleich Vizebürgermeister (Vicesindaco) der gleichen Koalition aus DC, PSI und PSDI unter Giorgio Longo von den Christdemokraten.
Von 1975 bis 1985 war Rigo schließlich Bürgermeister, Vizebürgermeister wurde Giovanni Pellicani vom PCI. In dieser Funktion war Rigo zugleich Präsident des Fenice sowie der Biennale, aber auch Presidente della Comunità dei Porti Adriatici, also Präsident der adriatischen Hafenstädte.
Für den PSI trat er 1984 bei den Wahlen zum Europaparlament an. Dabei war er vor allem in der Finanzkommission tätig, aber auch in der Parlamentskommission, die sich um das Verhältnis zur Türkei bemühte. 1985 wurde Rigo zum Consigliere Comunale in Venedig gewählt, die Mitte-links-Regierung wurde nunmehr vom Sozialisten Nereo Laroni geführt, dem 1987 Antonio Casellati im Bürgermeisteramt folgte. Rigo wurde bei dieser Gelegenheit zum Senator im Collegio von Mirano gewählt. 1988 trat er mit einem Brief an den Parteiführer Bettino Craxi zurück und zog sich auch aus dem PSI zurück, dem er fast vierzig Jahre angehört hatte.
1989 wurde Mario Rigo zum Mitbegründer der Bürgerinitiative, aus der verschiedene separatistische Bewegungen hervorgingen, wie die Lega Autonomia Veneto, die Lega Autonomia Friuli und die Lega Autonomia Trentino, autonomistische Gruppen aus Venetien, dem Friaul und dem Trentino also. 1992 wurde er als Vertreter der Lega Autonomia Veneta ins Parlament gewählt. Mit 4,7 % Stimmenanteil (etwa 150.000 Stimmen) konnte sie im Veneto jedoch keinen Sitz erringen. 1996 war Rigo Kandidat für den Senat für die Koalition Ulivo, in der er die Lega Autonomia Veneta führte. Seine in Lega delle Regioni umbenannte Gruppe trat bei den Europawahlen von 1999 mit Gruppen an, zu denen auch der Partito Sardo d’Azione und die Italienische Verbraucherpartei gehörte (aus denen die Consumatori Uniti hervorgingen).
Rigo gehörte 1999 der Parlamentarischen Versammlung des Europarates an, 2000 der Parlamentskommission für die Verfassungsreform.
Er starb Ende November 2019, kurz nach einem Sturz in seinem Haus in Noale, in einem Krankenhaus.